# Tiberius Iunius Quadratus

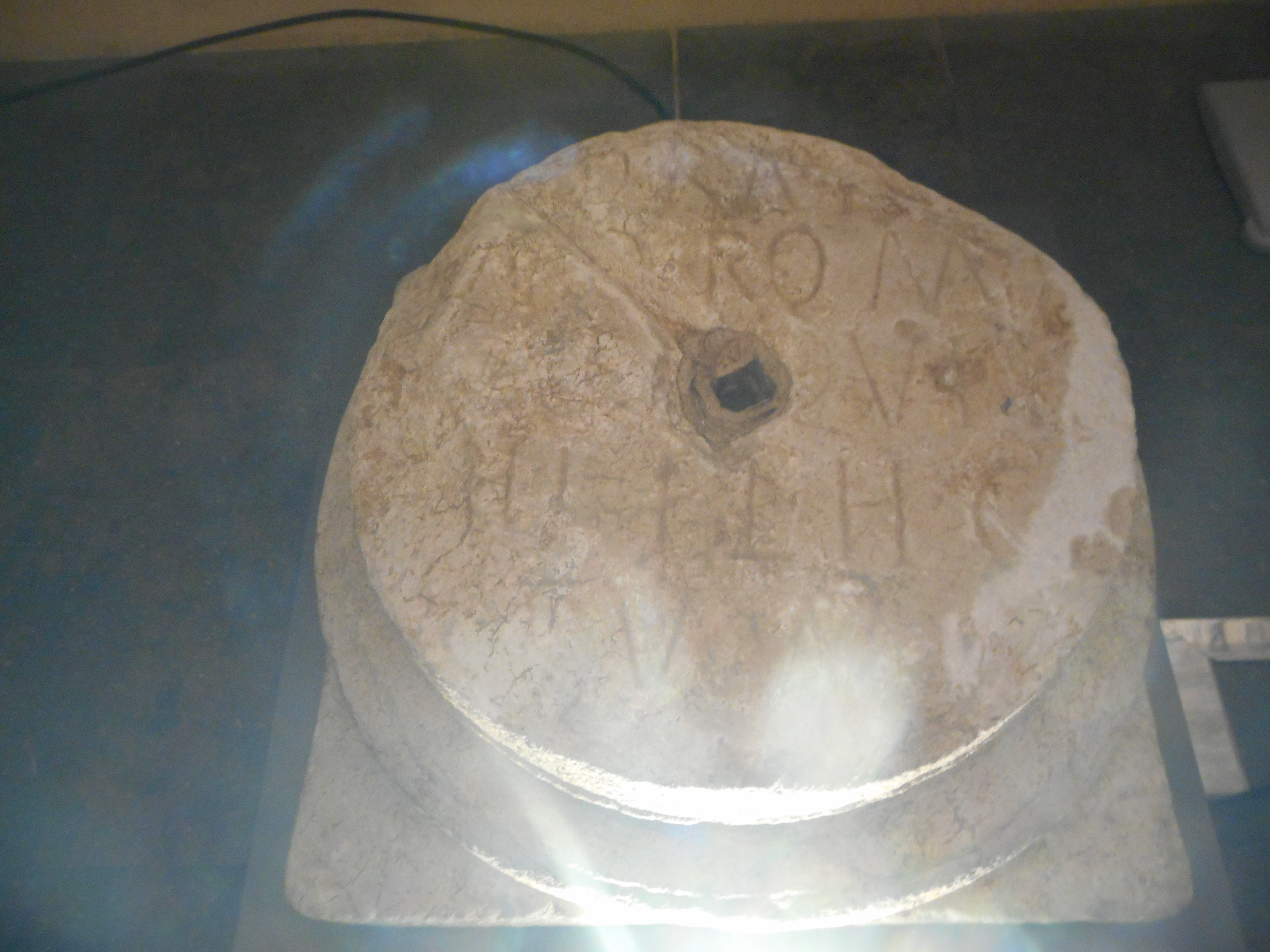
Die Inschrift

Tiberius Iunius Quadratus (vollständige Namensform Tiberius Iunius Tiberi filius Quirina Quadratus) war ein im 1. und 2. Jahrhundert n. Chr. lebender Angehöriger des römischen Ritterstandes (Eques).
Durch eine Inschrift, die in Aquae Flaviae gefunden wurde, ist belegt, dass Quadratus Kommandeur (Praefectus) der Ala II Flavia Hispanorum civium Romanorum war. Er ist noch durch drei weitere Inschriften belegt.
Quadratus war in der Tribus Quirina eingeschrieben. Er stammte aus Rom (domo Roma).

## Datierung
Die Inschrift aus Zamora wird bei der EDCS auf 101/130 datiert. Mariano Rodríguez Ceballos et al. datieren die vier Inschriften an den Anfang des 2. Jahrhunderts. Agustín Jiménez de Furundarena datiert die Inschrift aus Petavonium an das Ende des 1. oder in das erste Drittel des 2. Jahrhunderts.